# Геометрія Галуа

Площина Фано, Проєктивна площина над полем із двох елементів, один із найпростіших об'єктів геометрії Галуа.

Геометрія Галуа (названа іменем французького математика XIX століття Евариста Галуа) — розділ скінченної геометрії, що розглядає алгебричну та аналітичну геометрії над скінченними полями (або полями Галуа). У вужчому розумінні геометрію Галуа можна визначити як проєктивний простір над скінченним полем.

## Вступ
Об'єктами вивчення є векторні простори, афінні та проєктивні простори над скінченними полями й різноманітні структури, що містяться в них. Зокрема, дуги, овали, гіперовали, унітали, блокувальні множини, овали й інші скінченні аналоги структур, наявних у нескінченних геометріях.
Джордж Конвелл продемонстрував геометрію Галуа в 1910 році, коли описував розв'язок задачі Кіркмана про школярок як розбиття множини мимобіжних прямих в PG(3,2), тривимірній проєктивній геометрії над полем Галуа GF(2).
Подібно до методів геометрії прямих у просторі над полем із характеристикою 0, Конвелл використав плюккерові координати в PG(5,2) і ототожнив точки, що представляють прямі в PG(3,2), з точками, які лежать на квадриці Кляйна.
У 1955 Беньяміно Серж описав овали для непарних q. Теорема Сержа стверджує, що в геометрії Галуа непарного порядку (проєктивна площина, визначена над скінченним полем з непарною характеристикою) будь-який овал є конічним перетином. На Міжнародному конгресі математиків 1958 року Серж представив огляд наявних на той час результатів у геометрії Галуа.